# Lubin
Lubin este un oraș în Voievodatul Silezia de Jos în Polonia. Are o populație de 77,625 locuitori. La al II lea razboi mondial 70% din oras a fost distrus. (2004).

## Clasamente internaționale
- www.um.lubin.pl
- Lubin
- Zaglebie Lubin - football club Arhivat în 15 ianuarie 2009, la Wayback Machine.